# Anthony Bonner
Anthony Bonner (Nova York, 1928) és un traductor i lul·lista mallorquí.
S'instal·là a Mallorca el 1954 i el 1974 participà en la fundació del GOB, entitat de la qual fou president del 1980 al 1997. El 1997 va rebre la Creu de Sant Jordi. L'any 2017 se li va atorgar la Medalla d'Honor de la Xarxa Vives d'Universitats.

## Obra

### Llibres
- Selected Works of Ramon Llull (1232‑1316), 2 vols., (Princeton, N.J., 1985), xxxi + 1330 pp.
- Obres selectes de Ramon Llull (1232-1316), 2 vols. (Palma: Ed. Moll, 1989)
- Ramon Llull, "Biografies" 4 (Barcelona: Editorial Empúries, 1991).
- En col·laboració amb Lola Badia: Ramon Llull, Vida, pensament i obra literària (Barcelona: Ed. Empúries, 1988; traduït al castellà i publicat per Quaderns Crema, 1993)
- Ramon Llull, Llibre del gentil e dels tres savis, "Nova Edició de les Obres de Ramon Llull" II (Palma: Patronat Ramon Llull, 1993). (Editor)
- En col·laboració amb Eva Bonner: Doctor Illuminatus. A Ramon Llull reader (Princeton, N.J., 1993).
- Raimundus Lullus Opera. Reprint of the Strasbourg 1651 edition with an introduction by Anthony Bonner, "Clavis Pansophiae. Eine Bibliothek der Universalwissenschaften in Renaissance und Barock", 2 vols. (Stuttgart‑Bad Cannstatt: frommann‑holzboog, 1996).
- Ramon Llull, Lògica nova, "Nova Edició de les Obres de Ramon Llull" IV (Palma: Patronat Ramon Llull, 1998). (Editor)
- Diccionari de definicions lul·lianes / Dictionary of Lullian Definitions "Col·lecció Blaquerna" 2 (Universitat de Barcelona - Universitat de les Illes Balears, 2003), 293 pp. (Amb Maria Isabel Ripoll)
- The Art and Logic of Ramon Llull. A User's Guide (Leiden: Brill, 2007).
- L'Art i la Lògica de Ramon Llull. Manual d'ús, traducció d'Helena Lamuela, Barcelona-Palma: Universitat de Barcelona-Universitat de les Illes Balears, "Col·lecció Blaquerna, 9), 2012.
- Plantes de les Balears (Palma, 1976). Traducció anglesa: Plants of the Balearic Islands (Palma,1985).

### Traduccions a l'anglès
- De l'occità: Songs of the Troubadours (Nova York, 1972; Londres, 1973).
- Del francès medieval: The Complete Works of François Villon, (Nova York, 1960).
- Del català: Josep Maria Espinàs, By Nature Equal (Tots som iguals en català) (Nova York, 1961).
- Del castellà: Dos contes de Jorge Luis Borges a Ficciones (Nova York, 1962).
- Del francès modern: Honoré de Balzac, Cousin Bette, (Nova York, 1961). Set contes (de Mme. de Lafayette, Denis Diderot, Gérard de Nerval, Charles Baudelaire, Guy de Maupassant, Villiers de l'Isle Adam and Samuel Beckett) a Great French Short Stories, ed. Germaine Brée (Nova York, 1960). Jules Verne, 20,000 Leagues under the Sea (Nova York, 1962).

## Reconeixements i premis
- 1986: Premi Crítica Serra d'Or de Catalanística.
- 1989: Premi Miquel dels Sants Oliver de l'Obra Cultural Balear.
- 1990: Premi Nacional de Literatura Catalana.
- 1994: Doctor Honoris Causa per la Universitat Albert-Ludwigs-Universität de Freiburg im Breisgau.
- 1995: Doctor Honoris Causa per la Universitat de Barcelona.
- 1997: Premi Creu de Sant Jordi de la Generalitat de Catalunya.
- 2002: Medalla d'Or del Consell de Mallorca.
- 2002: Premi Ramon Llull del Govern Balear.
- 2015: Medalla d'Honor del Conservatori Superior de Música de les Illes Balears.
- 2016: Doctor Honoris Causa per la Universitat de les Illes Balears.[3]